# 무성음
무성음(無聲音, 문화어: 청없는소리, voiceless consonant)은 조음할 때 성대(목청)의 울림을 수반하지 않거나 유성음보다 덜 울리는 소리이며(이 경우 '반무성음(半無聲音)' 혹은 '반유성음(半有聲音)'이라 한다.)

## 고전 음성학
허파로부터 나온 공기가 후두를 통과할 때 2개의 성대 사이가 열려 있으면 성대는 아주 약간의 진동이 있거나 거의 진동이 없으며 호기가 그대로 밖으로 나간다. 여기서 들리는 소리가 무성음(혹은 반유성음)이다. 주로 자음에 나타나고 [p], [f], [t], [s], [k] 등이 이에 속한다.
자음 체계에서 무성음과 유성음의 대립 구조를 가진 언어가 많다. 그러나 한국어와 태국어등은 무성음과 유성음의 차이로 뜻을 구별하는 기능이 보다  덜 발달된 언어로 다루어진다.

## 음향음성학
무성음으로 분류되는 자음군은 발성시작부터 성대진동시점 까지의 시간이 길며, 유성음은 이와 반대로 짧은 차이가 있다. 한국어에서 이 성대진동시점(Voice Onset Timing)은 예사소리(유성음), 된소리(무성음), 거센소리(무성 유기음)를 구분해 주는 역할을 한다.

## 같이 보기
- 유성음
- 유기음
- 무기음
- 긴장도 (tenseness)
- 경음과 연음 (fortis and lenis)